# Grote Prijs Lucien Van Impe
Der Grote Prijs Lucien Van Impe ist ein Straßenradrennen im Frauenradsport in Belgien.
Das Eintagesrennen wurde erstmals im Jahr 2023 im Rahmen des nationalen Kalenders ausgetragen. Seit 2024 gehört es zum Rennkalender der UCI und ist in die Kategorie 1.2 eingestuft. Die Strecke führt in einer großen Runde vom Start in Erpe-Mere Richtung Südwesten, wobei mehrere kurze Steigungen zu überwinden sind. Den Abschluss bilden mehrere kleine Runden durch Erpe-Mere und das benachbarte Aalst. 
Namensgeber ist der ehemalige Radrennfahrer Lucien Van Impe.

## Palmarès
| Jahr | Sieger            | Zweiter             | Dritter           |
| ---- | ----------------- | ------------------- | ----------------- |
| 2023 | Katrijn De Clercq | Anna van Wersch     | Caoimhe O'Brien   |
| 2024 | Evy Kuijpers      | Anastasiya Kolesava | Sofie van Rooijen |
| 2025 |                   |                     |                   |